# Салехард
Салехард (рус. Салехард) је административно средиште Јамало-ненецког аутономног округа (Тјуменска област) у Русији. Једини је град на свету који је смештен тачно на поларнику, 66° 35' северно и 66° 38' источно. Број становника по процени из 2010. износио је 45.542.

## Историја
Насеље Обдорск (рус. Обдорск) је основано 1595. на месту хантијског насеља Полноват-вожа (ном. рус. Полноват-вож) од стране руских досељеника, након што је Јермак заузео Сибир. Налазио се на реци Об, и име му је вероватно дошло од тога.
Крај око Обдорска се ословљавао као Обдорски крај, или Обдорија, као у пуном наслову руских царева.
10. децембра 1930. године, постао је главни град новог округа Јамалског (Ненечког) националног округа (ном. рус. Ямальский (Ненецкий) национальный округ).
Преименован је у Салехард 1933. и проглашен градом 1938. године. Име долази од ненецког сале-харн — „насеље на рту”.
Временска зона: Московско време + 2

## Становништво
Према прелиминарним подацима са пописа, у граду је 2010. живело 42.494становника, (%) више него 2002.
| 1939.  | 1959.  | 1970.  | 1979.  | 1989.  | 2002.  | 2010.  |
| ------ | ------ | ------ | ------ | ------ | ------ | ------ |
| 12.764 | 16.567 | 21.929 | 24.935 | 32.334 | 36.827 | 42.544 |

## Партнерски градови
- Азов